# Мухіно (Новосибірська область)
Мухіно (рос. Мухино) — присілок у Чистоозерному районі Новосибірської області Російської Федерації.
Входить до складу муніципального утворення Павловська сільрада. Населення становить 72 особи (2010).

## Історія
Згідно із законом від 2 червня 2004 року органом місцевого самоврядування є Павловська сільрада.

## Населення
| 2002 | 2007 | 2010 |
| ---- | ---- | ---- |
| 101  | ↘85  | ↘72  |